# Allogamus stadleri
Allogamus stadleri är en nattsländeart som först beskrevs av Schmid 1951.  Allogamus stadleri ingår i släktet Allogamus och familjen husmasknattsländor. Inga underarter finns listade i Catalogue of Life.